# Pushkar-See
Der Pushkar-See (Hindi पुष्कर झील Puṣkar Jhīl) ist ein kleiner künstlich angelegter See bei der Stadt Ajmer im Aravalligebirge im indischen Bundesstaat Rajasthan. Es ist eines der heiligsten Gewässer Indiens.

## Lage
Der ca. 15 km (Fahrtstrecke) nordwestlich von Ajmer gelegene und von mehr als 600 m hohen Bergen umschlossene See liegt bei dem für Hindus heiligen Ort Pushkar in einer Höhe von 489 m ü. d. M.

## Geschichte und Legenden
Alten Texten und Inschriften zufolge wird der Pushkar-See bereits im 4. Jahrhundert v. Chr. erwähnt. Der Hindu-Gott Brahma soll hier den Dämon Vajranabha mit seiner Lotosblumenwaffe getötet und dabei den See geschaffen haben. Im 9. Jahrhundert n. Chr. soll ein Rajputenfürst aus Mandore durch das Wasser des Sees von einer Pigmentstörung der Haut geheilt worden sein. Im 12. Jahrhundert wurde der alte Damm aus Stein neu gebaut, wodurch die Fläche des Sees sich etwas vergrößerte. Im 16. Jahrhundert kam der Mogul-Herrscher Jahangir mehrere Male zur Jagd in die Gegend von Ajmer; am Ufer des Pushkar-Sees ließ er sich einen kleinen Palast erbauen, dessen Ruinen heute noch zu sehen sind. Im ausgehenden 17. Jahrhundert ließ der Großmogul Aurangzeb mehrere Tempel im Ort zerstören. In der Zeit des Niedergangs des Mogulreiches stifteten mehrere Rajputenfürsten neue Tempel oder Uferbefestigungen (ghats). Der See gilt vielen Hindus heute immer noch als einer der heiligsten Orte Indiens; ein Bad in seinem Wasser ist genauso reinigend wie ein Bad im Ganges. Ein Teil der Asche Mahatma Gandhis wurde hier verstreut.

## Sonstiges
Der sich nur während der Monsunzeit mit Wasser füllende Pushkar-See drohte gegen Ende des 20. Jahrhunderts zu versanden; er wurde jedoch trockengelegt und stellenweise ausgebaggert.